# Jatindra Mohan Sengupta
Jatindra Mohan Sengupta (22 de febrero de 1885 - 23 de julio de 1933) fue un revolucionario indio contra el dominio británico. Fue detenido varias veces por la policía británica. En 1933, murió en una prisión ubicada en Ranchi, India.
Como estudiante, Sengupta viajó a Inglaterra, donde estudió derecho en Downing College, Cambridge. Durante su estancia allí, conoció y se casó con Edith Ellen Gray, más tarde conocida como Nellie Sengupta. Después de regresar a la India, comenzó una práctica legal. También se unió a la política india, se convirtió en miembro del Congreso Nacional Indio y participó en el Movimiento de No Cooperación. Finalmente, renunció a su práctica legal en favor de su compromiso político.

## Primeros años

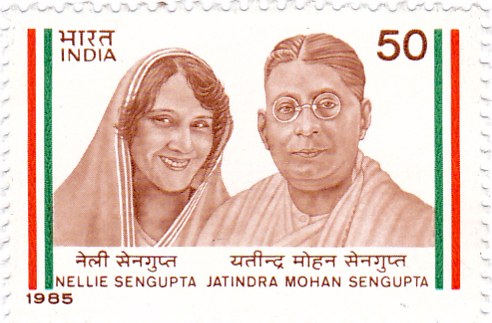
Nellie y Jatindra Mohan Sengupta en un sello de 1985 de la India

Jatindra Mohan Sengupta nació el 22 de febrero de 1885 en una prominente familia terrateniente (Zamindar) de Barama, en el distrito de Chittagong de la India británica (ahora en Chittagong, Bangladés). Su padre, Jatra Mohan Sengupta, era defensor y miembro del Consejo Legislativo de Bengala.
Sengupta se convirtió en estudiante del Presidency College en Calcuta. Después de completar sus estudios universitarios, se fue a Inglaterra en 1904 para obtener una licenciatura en Derecho. Mientras estaba en Inglaterra, conoció a su futura esposa, Edith Ellen Gray, que ahora es más conocida como Nellie Sengupta.

## Carrera profesional
Después de obtener su título en derecho, Sengupta fue llamado a la abogacía en Inglaterra y luego regresó con su esposa a la India, donde comenzó a ejercer la abogacía como abogado. En 1911, representó a Chittagong en la Conferencia Provincial de Bengala en Faridpur. Este fue el comienzo de su carrera política. Más tarde, se unió al Congreso Nacional Indio. También organizó a los empleados de Burmah Oil Company para formar un sindicato.
En 1921, Sengupta se convirtió en el presidente de los comités de recepción de Bengala del Congreso Nacional de la India. Ese mismo año, durante una huelga en la Burmah Oil Company, también se desempeñaba como secretario del sindicato de empleados. Abandonó su práctica legal debido a su compromiso con el trabajo político, particularmente relacionado con el Movimiento de No Cooperación liderado por Mohandas Karamchand Gandhi. En 1923, fue seleccionado como miembro del Consejo Legislativo de Bengala.
En 1925, tras la muerte de Chitta Ranjan Das, Sengupta fue elegido presidente del Partido Bengala Swaraj. También se convirtió en presidente del Comité del Congreso Provincial de Bengala. Fue alcalde de Calcuta desde el 10 de abril de 1929 hasta el 29 de abril de 1930. En marzo de 1930, en una reunión pública en Rangún, fue arrestado acusado de provocar a la gente contra el Gobierno y de oponerse a la separación entre India y Birmania.
En 1931, Sengupta fue a Inglaterra para asistir a la Mesa Redonda, apoyando la posición del Congreso Nacional Indio. Presentó fotografías de atrocidades policiales cometidas por los británicos para controlar la rebelión de Chittagong, que sacudió al Gobierno Británico.

## Muerte
Sengupta fue arrestado repetidamente debido a sus actividades políticas. En enero de 1932, fue arrestado y detenido en Pune y luego en Darjeeling. Posteriormente, fue trasladado a la prisión de Ranchi. Allí, su salud comenzó a deteriorarse y murió el 23 de julio de 1933.

## Influencia y legado
Debido a su popularidad y contribución al movimiento de libertad indio, Jatindra Mohan Sengupta es recordado cariñosamente por la gente de Bengala con el honorífico Deshpriya o Deshapriya, que significa "amado del país". En muchos casos criminales defendió a los revolucionarios nacionalistas en la corte y los salvó de la horca. Abogó por Surya Sen, Ananta Singh, Ambika Chakrabarty en el juicio de Pahartali y también salvó a un joven revolucionario, Premananda Dutta, que había sido acusado en el caso relacionado con el asesinato del inspector Prafulla Chakraborty. En 1985, el gobierno indio emitió un sello postal en memoria de Sengupta y su esposa, Nellie.

## Galería

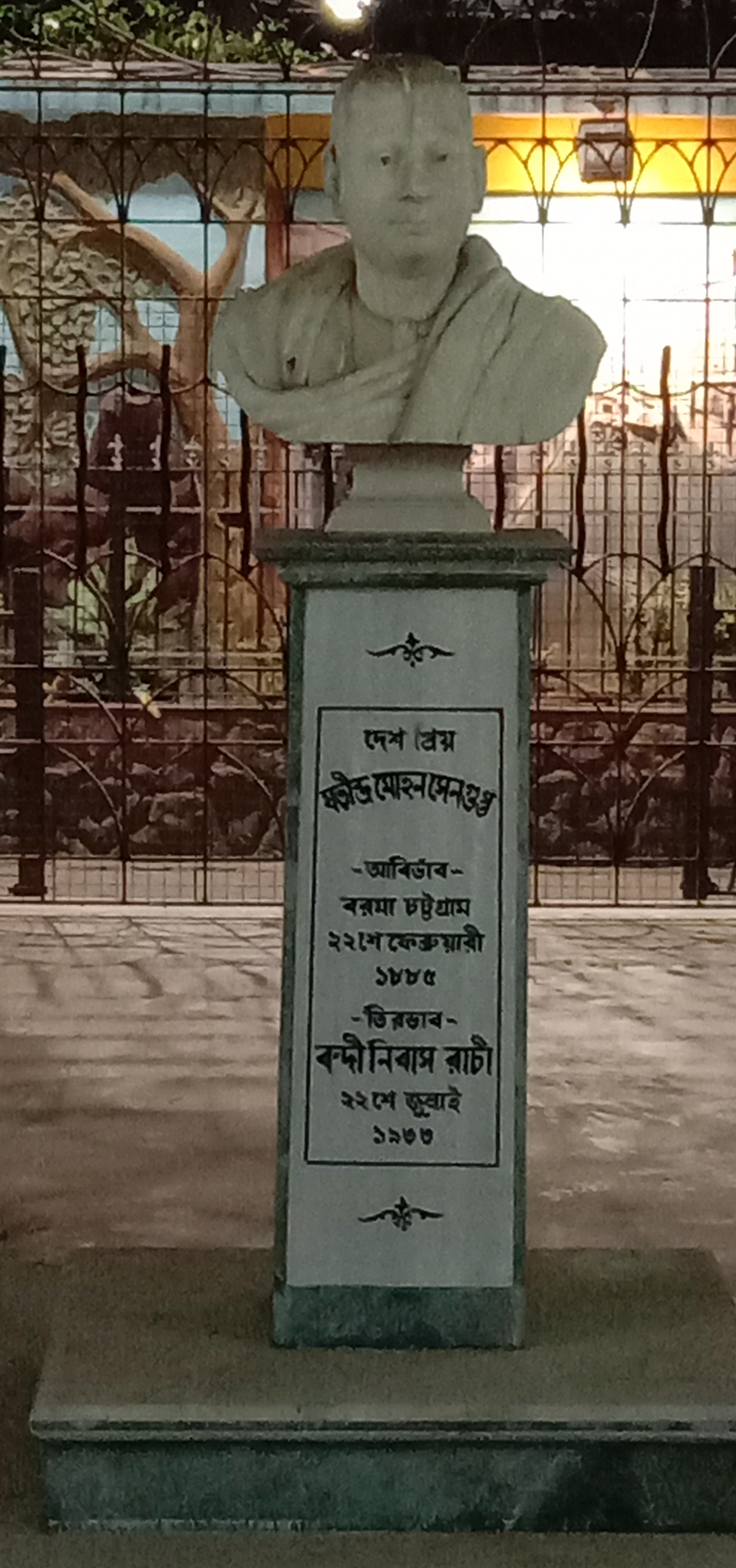
Busto de Jatindra Mohan Sengupta en su Memorial en Kolkata